# Unione Sociale dei Conservatori Cristiani
L'Unione Sociale dei Conservatori Cristiani (in lituano: Krikščionių Konservatorių Socialinė Sąjunga - KKSS) è stato un partito politico lituano di centro-destra fondato nel 2000 in seguito ad una scissione dall'Unione della Patria - Conservatori di Lituania; affermatosi col nome di Unione dei Conservatori Moderati (Nuosaikiųjų Konservatorių Sąjunga - NKS), è stato ridenominato nel 2004.
Nel 2010 è confluito, insieme ad altre formazioni, nel Partito dei Cristiani.

## Storia
Il partito, costituitosi su iniziativa dell'ex Primo ministro Gediminas Vagnorius, si presentò per la prima volta alle elezioni parlamentari del 2000, ottenendo il 2,0% dei voti; Vagnorius è eletto nel collegio di Telšių.
Alle successive del elezioni parlamentari del 2004 il partito riceve il 2,0% dei voti, senza però conseguire alcuna rappresentanza. Nel 2006, inoltre, uno dei suoi maggiori esponenti, Stasys Šedbaras, torna nell'Unione della Patria.
Dopo non aver presentato proprie liste alle elezioni parlamentari del 2008, nel 2010 dà luogo, con altri soggetti politici, ad una nuova formazione, il Partito dei Cristiani.

## Risultati elettorali
| Elezione          | Voti   | %    | Seggi   |
| ----------------- | ------ | ---- | ------- |
| Parlamentari 2000 | 29.615 | 2,01 | 1 / 141 |
| Europee 2004      | 31.061 | 2,57 | 0 / 13  |
| Parlamentari 2004 | 23.426 | 1,96 | 0 / 141 |
| Parlamentari 2008 | N.D.   | N.D. | 0 / 141 |
| Europee 2009      | 16.108 | 2,85 | 0 / 13  |